# Talia (nimfa)
Talía (en grec antic Θάλεια), segons la mitologia grega era una nimfa de la muntanya Etna a Sicília. Era filla de Hefest; la va deixar embarassada Zeus i després ella es va ocultar sota la terra per por de la venjança de la deessa Hera. Se la considera mare dels Palics.